# Carbure de thorium(IV)
Le carbure de thorium est un composé chimique de formule ThC. Il se présente sous la forme d'un solide gris-noir d'aspect métallique aux surfaces brillantes qui réagit avec l'eau et les acides dilués pour former des hydrocarbures. Il cristallise dans une structure cubique de type halite selon le groupe d'espace Fm3m (no 225) avec comme paramètre cristallin a = 532,5 pm.
Le carbure de thorium peut être obtenu directement en faisant réagir du thorium avec du carbone :
Th + C ⟶ ThC.